# Relaciones Marruecos-Unión Europea
Las relaciones entre Marruecos y la Unión Europea se establecieron hace algunas décadas. Sin embargo, el comienzo del reinado del rey de Marruecos Mohammed VI marcó un cambio importante hacia una mayor cooperación, comprensión y colaboración. Marruecos encabeza la lista de socios que se beneficiaron de apoyo financiero de la Unión Europea, recibiendo alrededor de 205 millones de euros en 2009.
Marruecos es un pionero en la política europea de vecindad cuyos objetivos son estrechar las relaciones políticas, con la celebración de una Cumbre de la UE-Marruecos y el establecimiento de mecanismos de consulta a nivel ministerial; la integración del mercado único sobre la base de la adopción gradual del acervo comunitario y la cooperación sectorial; y un enfoque con dimensión humana. Marruecos ya es el principal beneficiario en la región de los fondos europeos destinados a los países en la política de vecindad (654 millones de euros para 2007–2010). A fin de ayudar al país en esta nueva etapa legal en las relaciones bilaterales, la UE aumentará ayuda para el período 2011-2013.

## Historia
Las relaciones de la UE-Marruecos, que se remontan a 1963, han recibido un aumento significativo en la última década con la entrada en vigor del Acuerdo de asociación de marzo de 2000 y la adopción del plan de acción, en julio de 2005, como parte de la Política europea de vecindad. Con el avanzado estado concedido a Marruecos el 13 de octubre de 2008, la Asociación entró en una fase nueva y más ambiciosa.
Marruecos intentó unirse a las entonces Comunidades Europeas el 20 de julio de 1987. La solicitud fue rechazada por los Ministros de Asuntos Exteriores de la Comunidad, ya que no consideran a Marruecos como un país europeo.
En virtud de los cuatro protocolos financieros del acuerdo de cooperación de 1976, Marruecos recibieron un total de 1091 millones de euros, incluyendo 574 millones de euros del presupuesto comunitario y de 518 millones de euros en forma de préstamos del Banco Europeo de Inversiones. Los protocolos dieron prioridad sectorial para el desarrollo rural (46%). Otros sectores de actividad fueron, en orden de importancia: infraestructura económica (17%), el sector social (15,6%), el sector privado (10%), formación profesional (10%) y la sociedad civil (0,4%).
El programa Meda (adoptado en julio de 1996) es el principal instrumento financiero de la UE para la aplicación de la Asociación Euromediterránea. Los recursos presupuestarios asignados en virtud de la Meda fueron 3,4 millones de euros para 1995-1999 y 5,4 millones de euros para 2000-2006. Marruecos se ha convertido en el principal beneficiario del programa Meda, con compromisos por un total de 1.472 millones de euros para 1995–2006, de que 660 millones de euros bajo Meda I (1995-1999) y a 812 millones de euros bajo Meda II (2000–2006).
Varios de los programas de ajuste estructural se establecieron en sectores esenciales tales como Finanzas, impuestos, agua, transporte, salud, educación, servicio civil, además de hermanamientos e intercambios en servicios tales como la aduana, el medio ambiente, Juventud, transporte y justicia. Programas de inversión se implementaron para apoyar el desarrollo de la empresa, formación en el turismo, textiles y sectores de tecnología de información y la comunicación, el desarrollo del transporte del carretera nacional, como el Mediterráneo "rocade" y la red rural profesional, integrado de programas de desarrollo y el agua y el saneamiento de infraestructura rural en las zonas rurales (PAGER), medidas para hacer frente con hábitats insalubres para deshacerse de los barrios marginales y mejorar el acceso a servicios sociales. Fondos de MEDA también fueron canalizados a la migración, con el objetivo de fomentar una mejor gestión de los flujos migratorios.
En el período 1996-2006 Marruecos recibió financiación por un total de aproximadamente 15 millones de euros bajo líneas horizontales del presupuesto de la Unión Europea, además de 10 millones de euros en las líneas del presupuesto para el quinto y sexto marco de investigación, tecnología y programas de desarrollo, en que más de 160 equipos marroquíes participaron.
La primera Cumbre de la UE-Marruecos se celebró el 7 de marzo de 2010 durante la Presidencia de Herman Van Rompuy en el Consejo Europeo. Fue la primera en su género entre la UE y un país árabe o Áfricano. Abbas El Fassi, Herman Van Rompuy y José Manuel Barroso presentaron a la prensa los resultados de la Cumbre, elogiando el evento como una nueva era en la asociación privilegiada y estratégica. Sobre la cooperación bilateral, la declaración conjunta establece medidas concretas para consolidar los logros y un programa operacional para el futuro, como parte de la condición avanzada que especifica a la relación entre Marruecos y la Unión Europea. La Cumbre también abordó el estado de las relaciones UE-Marruecos y desarrollos futuros, así como otros temas de interés común, como la cuestión del Sahara, la situación en el Magreb y el Sahel y la Unión para el Mediterráneo.

## Cuestiones
La inmigración ilegal y el terrorismo han ido reemplazando cuestiones que eran importantes anteriormente como comercio (es decir, la agricultura y la pesca) y el tráfico de drogas. A partir de 2000, las autoridades de Marruecos y la Unión Europea han puesto mucho empeño en trabajar conjuntamente y con mayor cooperación en el control de las fronteras entre ambos entes y también en labores de inteligencia.
Los derechos humanos es una cuestión que perturba las relaciones de Marruecos-UE durante décadas. Si bien muchos de los funcionarios europeos alaban los esfuerzos que Marruecos ha realizado en este campo, los progresos deben continuar si Marruecos quiere ser un Estado democrático y de derecho.
Otro tema caliente conflictivo son las disputas territoriales. En julio de 2002, hubo una escaramuza militar entre España y Marruecos durante el Incidente de la isla de Perejil. Aunque las tensiones se aliviaron desde la llegada del Partido Socialista Obrero Español a español al poder en 2004, las dos ciudades españolas de Ceuta y Melilla suponen periódicamente fuente de tensiones entre los dos países vecinos. En octubre de 2006 se inició una controversia diplomática cuando Marruecos negó la entrada desde Ceuta de un paquete de ayuda español compuesto por vehículos de patrulla para luchar contra la inmigración ilegal. Esto más tarde fue resuelto por la entrega de las mercancías a 50 km de la costa de Tánger.
El conflicto del Sáhara Occidental ha estado siempre en el orden del día. Marruecos ha estado buscando un reconocimiento europeo formal de sus reivindicaciones sobre el territorio en disputa, que la Unión Europea rechaza, en tanto en cuanto España sigue detentando formalmente la soberanía sobre el Sáhara Occidental, pese a que en virtud de los acuerdos de Madrid cediese su "administración" a Marruecos y a Mauritania.

### Integración institucional
Bajo el plan de acción de vecindad Marruecos se ha embarcado en un gran esfuerzo para alinearse en la legislación y las normas de la UE. Esto debería permitir que gradualmente explotar las posibilidades ofrecidas por la política de vecindad, y en particular los progresos más allá de las relaciones existentes hacia un grado significativo de integración; esto incluye permitir a Marruecos participar en el mercado interior y participar gradualmente en programas de la UE. Esto requerirá un esfuerzo por Marruecos para crear las condiciones necesarias de legislativas e institucionales. Esta ambición se refleja en estado avanzado de Marruecos con la Unión Europea, que es "más que la asociación, a menos que la adhesión".

### Acuerdos
Desde el año 2000, Marruecos y la Unión Europea han firmado varios acuerdos bilaterales. Diversos acuerdos de libre comercio, que pueden ser citado Marruecos ratificado con sus principales socios económicos como el acuerdo de zona de libre comercio euromediterránea, con el objetivo de la integración de la Asociación Europea de Libre Comercio en el horizonte de 2012. Los dos lados recientemente anunciaron planes para extender su acuerdo de libre comercio para cubrir no solo bienes, sino también toda la agricultura y servicios para el año 2010, dando a Marruecos casi el mismo trato con Europa que los Estados miembros tienen unos con otros. Esos acuerdos son partes de la Asociación Euromediterránea firmaron en Barcelona, España en 1995. Marruecos y la Unión Europea también han firmado un acuerdo de cielos abiertos. El acuerdo es el primer nunca fuera de sus fronteras de Europa. Entró en vigor en el verano de 2006.
Marruecos es el mayor receptor de ayuda financiera en la Política europea de vecindad, y en diciembre de 2009, la UE Marruecos una donación de MAD 771 millones (USD 100 millones) para promover las inversiones y las exportaciones y contribuir a la financiación del proyecto de tranvía de Rabat-Salé.